# Barthélemy Joubert
Barthélemy Catherine Joubert, född 14 april 1769 i Pont-de-Vaux i Ain, död 15 augusti 1799 vid Novi i Piemonte, var en fransk general under franska revolutionskrigen.
Joubert studerade 1782 juridik i Dijon, ingick 1791 i en bataljon av frivilliga och utmärkte sig 1793 genom sitt tappra försvar av en redutt på Col de Tende, då han tillfångatogs. Frigiven utförde han i juni 1794 ett djärvt men misslyckat anfall på österrikarnas befästa ställning vid Melagno, vann under det italienska fälttåget 1796–1797 Napoleon Bonapartes förtroende och utmärkte sig i drabbningarna vid Mondovì, Lodi och Rivoli samt befordrades 1797 till divisionsgeneral. Då Bonaparte därefter genom Kärnten inryckte i Österrike sände han Joubert med 20 000 man genom grevskapet Tyrolen, en rörelse denne utförde på ett utmärkt sätt.
Joubert fick oktober 1798 befälet i Italien efter Guillaume Brune och tvang Sardinien till fred, varefter denna stat blev republik. Han var just på väg att betvinga även Toscana då det misstänksamma direktoriet återkallade honom. 1799 var han dock åter i Italien och blev 15 augusti överrumplad av Aleksandr Suvorov vid Novi, där han stupade strax i början av slaget.
Joubert ansågs av Bonaparte som en av dennes mest framstående underbefälhavare.